# Gårdstångastenen 3
Gårdstångastenen 3, (DR 331) är en runsten placerad vid Runstenshögen i Lundagård,  Lund.
Nils G. Bruzelius upptäckte stenen 1867 i Gårdstånga kyrkomur. Den sändes 1868 till Lund tillsammans med Gårdstångastenen 2 som upptäcktes vid samma tillfälle. Det avslutade okända tecknet har av vissa forskare tolkats som en torshammare, och i så fall fungerat som en manifestation mot den under vikingatiden nya kristna tron.

## Inskrift
En translitterering av inskriften lyder:
asur · sati × stina × þisi : iftiR ¶ tuba: ?

Normaliserat till fornnordiska blir denna text:
Assur satti stena þæssi æftiR Tobba (?).
Översatt till modern svenska blir det:
Asser satte stenar dessa efter Tobbe. (?)